# Otradovice (Votice)
Otradovice jsou vesnice, která je součástí města Votice a spadá do jeho katastrálního území Budenín. Nachází se cca 2,5 km východně od Votic a asi 2 km jihozápadně od stejnojmenné vesnice Otradovice, která je součástí obce Jankov. Je zde evidováno 14 adres. Jihozápadně od osady pramení říčka Chotýšanka, která je levostranným přítokem řeky Blanice.

## Historie
První písemná zmínka o vesnici pochází z roku 1378.

## Přírodní poměry
Severně od vsi se nachází přírodní památka Louky u Budenína, náležící většinou své plochy do katastru sousedního Budenína. Otradovice leží na hranici přírodního parku Džbány-Žebrák.